# 아오키 고코로
아오키 고코로(일본어: 青木 心, 2000년 6월 9일~)는 일본의 축구 선수이다.

## 구단 경력
그는 2023년 J3리그의 테게바자로 미야자키에 입단했다.